# Opération Renntier
Seconde Guerre mondiale
Batailles
1941
- Carélie du Ladoga
- Isthme de Carélie
- Carélie orientale
- Silberfuchs
  - Renntier
  - Platinfuchs
  - Polarfuchs
- Kirkenes et Petsamo
- Hanko
- Bengtskär
- Porlampi

1942
- Suursaari
- Someri

1944
- Vyborg-Petrozavodsk
  - Tienhaara
  - Tali-Ihantala
  - Île de Nerva
  - Baie de Vyborg
  - Vuosalmi
  - Nietjärvi
  - Ilomantsi
  - Hokki

Campagnes de la mer Baltique
L’opération Renntier (Renne) était une opération allemande pendant la Seconde Guerre mondiale destinée à sécuriser les mines de nickel près de Petsamo en Finlande, contre une attaque soviétique dans le cas d'une reprise de la guerre entre la Finlande et l'Union soviétique.

## Histoire
La planification de l’opération commença le 13 août 1940, après que l’occupation de la Norvège par l’Allemagne fut achevée, et fut finalisée en octobre de cette année. Le plan prévoyait que les deux divisions du corps d’armée de montagne Norvège occupent Petsamo et ainsi d’empêcher la prise de contrôle par les Soviétiques des mines d'une importance stratégique.
L'opération fut finalement réalisée dans le cadre de l'opération Barbarossa, l'attaque allemande contre l'Union soviétique. L'opération débuta le 22 juin 1941, et se déroula sans incident. La 2e division de montagne allemande occupa la zone autour Liinakhamari et la 3e division de montagne allemande occupa Louostari.
L'opération fut suivie par l'opération Platinfuchs, qui était une attaque par ces deux divisions contre Mourmansk, s’intégrant dans une plus vaste opération : l’opération Silberfuchs.